# Премія Макс за найкращу жіночу роль
Премія Max за найкращу жіночу роль — театральна нагорода Іспанії, що вручається найкращій акторці за виконання головної ролі.

## Переможниці
- Вікі Пенья (1998)
- Берта Ріаза (1999)
- Вікі Пенья (2000)
- Анна Лізаран (2001)
- Бланка Портільйо (2002)
- Марія Хесус Вальдес (2003)
- Мерседес Сампьєтро (2004)
- Роза Марія Сарда (2005)
- Лола Еррера (2006)
- Лая Маруль (2007)
- Вікі Пенья (2008)
- Кармен Мачі (2009)
- Бланка Портільйо (2010)
- Вікі Пенья (2011)
- Барбара Ленні (2012)
- Ампаро Баро (2013)
- Емма Віларасау (2014)
- Бланка Портільйо (2015)
- Айтана Санчес-Хіхон (2016)
- Нуріа Менсіа (2017)
- Пілар Гомес (2018)
- Марія Ервас (2019)